# Chojnata
Chojnata – wieś w Polsce położona w województwie łódzkim, w powiecie skierniewickim, w gminie Kowiesy.

## Opis ogólny
Chojnata to niewielka miejscowość licząca ok. 89 mieszkańców, położona nad rzeczką Chojnatką (dopływ Rawki). 
W osadzie znajduje się zabytkowy kościół parafialny pw. Św. Marcina, cmentarz oraz dwór z parkiem krajobrazowym.

## Historia
Chojnata jest starą wsią; powstała nie później niż w XIII w. i niegdyś posiadała duże znaczenie dzięki zakonowi benedyktynów, którzy posiadali tutaj swój kościół, a przy nim m.in. szkołę i szpital. Przez dziesięć lat proboszczem parafii był błogosławiony ks. Michał Woźniak.
W latach 1975–1998 miejscowość administracyjnie należała do województwa skierniewickiego.

## Zabytki
Według rejestru zabytków Narodowego Instytutu Dziedzictwa na listę zabytków wpisane są obiekty:
- zespół kościoła parafialnego pw. św. Marcina, XIV-XIX w.:
  - kościół, nr rej.: 529-XII-15 z 8.04.1950 oraz 274 z 29.12.1967
  - dzwonnica, drewniana, nr rej.: 884 z 29.12.1967
  - cmentarz kościelny, nr rej.: 906/A z 22.01.1993
- zespół dworski, pocz. XIX w.:
  - dwór, nr rej.: 612 A z 28.07.1983
  - park, nr rej.: 498 A z 16.09.1978

## Dwór
W Chojnacie znajduje się murowany, parterowy dwór pochodzący z 1. połowy XIX w. Obiekt zbudowany na rzucie prostokąta, posiada dwuspadowy dach, a w nim pięterko, a także drewnianą przybudówkę i czterokolumnowy ganek.
Wokół dworu rozciąga się park, posadzony około 1812 r. Do dworu prowadzi aleja wysadzana modrzewiami.

## Parafia Chojnata i budynek kościoła
Parafia w Chojnacie została erygowana w XIII w. Pierwszy budynek kościelny, prawdopodobnie drewniany, został w 1278 r. wyposażony przez księcia mazowieckiego, Bolesława. Także na koszt władców Mazowsza w 1334 r. zbudowany został ponoć kościół murowany z cegły – dziś, jak chce tradycja, pełniący rolę prezbiterium. Budynek ten miał cechy budowli gotyckiej, w lokalnej odmianie zwanej gotykiem wiślano-bałtyckim. Znajdują się w nim sklepienia krzyżowe.
Od początku XIV w. kościół stanowił własność klasztoru benedyktynów z Lubinia, i to zakonnicy pełnili rolę duchownych w Chojnacie.
Obecnie istniejący kościół wzniesiony został w latach 1612-1623 z fundacji Stanisława Zawadzkiego, notariusza ziemi sieradzkiej, o czym świadczy zarówno nowożytny wątek ścian, jak i tablica fundacyjna w ścianie zachodniej. Nawę zbudowano w interesującej technice drewnianego szkieletu, obmurowanego cegłą zarówno z zewnątrz, jak i od wewnątrz.
Po tych przebudowach dzisiejszy kościół jest obiektem jednonawowym, z węższym prezbiterium na rzucie wydłużonego prostokąta.
Z zewnątrz budynek kościoła jest oszkarpowany filarami charakterystycznymi dla gotyku, zaś ściany są zwieńczone gzymsem. Na szczycie fasady znajdują się sterczyny (pionowe laski zwieńczone dekoracją w kształcie wieżyczki).
W początku XIX w. zbudowano obecne organy, a w końcu XIX w. został zbudowany drewniany chór. 
Wewnątrz kościoła znajdują się 3 ołtarze: główny i dwa boczne. W głównym znajduje się obraz Matki Boskiej Dobrej Opieki, pochodzący z XVI-XVII wieku, namalowany według tzw. szkoły włoskiej. Obraz ten zasłaniany jest przez obraz św. Marcina – patrona parafii. 
Ambona w specyficznym kształcie łodzi pochodzi z końca XVIII w. Wyposażenie świątyni pochodzi z XVIII i XIX stulecia, jest wśród niego m.in. monstrancja z 1767 r., oraz dwa kielichy mszalne, z początku XVIII wieku z wyrytymi postaciami Trzech Króli, wykonane w stylu barokowym.
Na terenie kościelnym oprócz świątyni znajduje się również czworościenna drewniana dzwonnica o konstrukcji słupowej, pokryta namiotowym spłaszczonym dachem, a także dwie plebanie: dawna, zbudowana w 1850 r., oraz używana obecnie, z roku 1980.
W pobliżu kościoła rośnie stary modrzew, o obwodzie w pierśnicy 3,5 m, będący pomnikiem przyrody.
W latach 1911–1921 proboszczem w Chojnacie był ks. Michał Woźniak (1875-1942) zamordowany przez Niemców w obozie koncentracyjnym w Dachau. 3 czerwca 1999 został beatyfikowany w Warszawie przez papieża Jana Pawła II pośród 108 polskich męczenników, zamordowanych w czasie II wojny światowej.